# Nigel Mansell's World Championship
Nigel Mansell's World Championship est un jeu vidéo de course de Formule 1 développé et édité par Gremlin Graphics, sorti en 1992 sur Amiga 500, Amstrad CPC et Atari ST. Il a été édité en 1993 sur Amiga 1200, Amiga CD32, DOS, Mega Drive (par Konami), Nintendo Entertainment System, Super Nintendo et Game Boy (par GameTek).
Nigel Mansell est un pilote anglais, champion du monde de Formule 1 en 1992.

## Système de jeu
Le joueur a la possibilité d'incarner Nigel Mansell et de participer au championnat de Formule 1 ou à une course simple. La saison 1992, année du sacre du pilote britannique, est reproduite. Onze pilotes sont gérés par l'ordinateur : Gerhard Berger, Aguri Suzuki, Andrea De Cesaris, Karl Wendlinger, Érik Comas, Jean Alesi, Ukyo Katayama, Pierluigi Martini, Mika Häkkinen, Michael Schumacher et Stefano Modena.
La liste des courses de la saison est prédéterminée. Le joueur peut ensuite choisir, selon les informations dont il dispose (plan du circuit, météo), de modifier certaines options telles que le rapport de boîte de vitesses, l'utilisation de pneus tendres, durs ou pluie, ou la position de l'aileron, l'ensemble ayant une influence sur l'accélération, la vitesse de pointe, l'adhérence et le nombre de passage aux stands.
La course débute avec la détermination de la place sur la grille de départ sur un tour complet du circuit, le joueur pouvant refaire ce tour autant de fois qu'il le veut pour améliorer sa position. Vient ensuite une course de cinq tours à l'issue de laquelle les points sont distribués aux six meilleurs pilotes et une nouvelle course proposée.
Il n'y a pas de sauvegarde mais un système de mots de passe pour conserver sa progression.